# Садово
Вижте пояснителната страница за други значения на Садово.
Са̀дово е град в Южна България. Той се намира в Пловдивска област. Градът е административен център на община Садово. По данни на ГРАО към 15 юни 2023 г. в града живеят 2520 души по настоящ адрес и 2656 души по постоянен адрес.

## География
Градът е в близост до р. Марица, на 18 км източно от Пловдив. Общината се състои и от 11 села – Ахматово, Богданица, Болярци, Караджово, Катуница, Кочево, Милево, Моминско, Поповица, Селци и Чешнегирово. Населението ѝ възлиза на 15 115 жители (ГРАО,2015-02-01).
В станция Садово през 1916 г. е измерена абсолютната максимална температура на въздуха в България (+45,2 С°).
През Садово преминава магистралната железопътна линия към Димитровград, Свиленград и гръцкия град Александруполис.

## История
Най-старото му име е Кючук Стамбол (според местно устно предание). До 1881 г. е било разделено на две части: Садово и Чешнегир махала.
Садово възниква в периода 1365 – 1390 г., като селището е образувано от турски заселници, преселени в Тракия още по времето на султаните завоеватели на България – Мурад I (1362 – 1389) и Баязид I Йълдъръм (1389 – 1402). Най-ранното сведение за съществуването му се съдържа в подробния регистър на акънджиите от 1472 г., където е споменато под името село Чешнегир от нахията Филибе (Пловдив), като всички негови жители според този най-ранен известен османски данъчен регистър на Пловдивско са само турци мюсюлмани. Българизацията на Садово и християнизацията на селището започва към средата на ХVI в., като първите християни в селището са цигани. В подробния вакъфски регистър на Румелия от 1570 г., където за пръв път се споменават християни в Садово, посочено в дефтера като „Село Чашнигир, спадащо към Филибе“, са описани общо 132 домакинства, от които 120 мюсюлмански (20 са чифт, т.е. женени, 40 на оризари, 11 от категория „бенак“, 2 имами, 1 мюезин, сред всички тях и 15 ислямизирани българи – „синове на Абдуллах“, 16 неженени мюсюлмани и 30 домакинства на цигани мюсюлмани, живеещи в селището по същото време), както и 12 цигански християнски домакинства, които дори са имали собствен свещеник – също циганин. В следващата регистрация на Садово, която също е вакъфска и е с дата 1596 г., под името на „Село Чашнигир от Филибе“ има следното описание на домакинствата: 96 мюсюлмански (от тях: 39 – пълен чифт; неженени – 13; оризари – 41; имами – 2; мюезин – 1, сред които имало и 4 ислямизирани българи – „синове на Абдуллах“) и 48 християнски домакинства (от тях 11 на българи и 37 на цигани от селището, като циганите имат 2 християнски свещеници). През ХVІ век българското християнско население от близките на Садово села – Кочево (в документите от ХVІ в. – „Кочач“) и Чешнегирово (в тефтерите от ХVІ в. – „Новасил“, с друго име „Мюселлем“ [лека конница]), поради липса на свои свещеници (в описите на Чешнегирово и Кочево не се споменават) вероятно е използвало услугите на циганските християнски свещеници от Садово.
В кратък регистър на извънредния данък „авариз“ за Пловдивско от 1622 г. има сведения, че в Садово, посочено в дефтера под името „Чашнъгир“ и спадащо към нахията Конуш от казата Филибе, вече живеят 9 български християнски домакинства. При все това дори до края на ХVII в. градчето си остава с преобладаващо мюсюлманско население, макар и от друга страна от документите да се вижда и рязкото покачване на българо-християнския елемент в него. В подробен регистър на извънредния данък „авариз“ за Пловдивско от 1695 г. в описа на Садово, отбелязано под името „Чашнъгир“ от нахията Конуш на казата Филибе, са споменати общо 33 домакинства, от които обаче 18 са мюсюлмански, а останалите 15 са на българите християни от градчето. В салнаме (годишен регистър, б.а.) на Пловдивския санджак с дата 1848 г., съхранявано в Истанбулския османски архив в Истанбул (Турция), Садово е посочено като село „Чешнегир“, с друго име „Тонгурджак“.
Садово е селище със стародавна история. На 2 км югозападно от Садово има останки от праисторическо селище. Не са малко и тракийските селищни могили. В селищната система на общината е открит един от най-красивите седящи глинени идоли в българска национална съкровищница, сега съхраняван във Виенския исторически музей. Характерни за региона са уникалните находища на местна сива тракийска керамика. Богато е историческото наследство от римско време.
Преди Руско-турската освободителна война от 1878 година село Садово има около 3 хил. дка обработваема земя. Отглеждал се главно ориз. Населението се прехранвало със скотовъдство – овце, крави, биволици, свине, коне.

## Обществени институции
- Кметство
- Читалище
- Здравна служба
- Катакомбата

## Наука и образование
- Институт по растителни генетични ресурси „Константин Малков“ – основан през 1902 г. Национален център по интродукция и съхранение на растителни генетични ресурси. Тук се намира Националната семенна генна банка, в която се съхраняват над 60 хиляди образци от местни и интродуцирани растения. Институтът е част от международната система за генетични ресурси.
- Селскостопанска гимназия – основана през 1883 г. Една от най-старите професионални гимназии в България, поставила началото на земеделското образование.
- Основно училище „Гео Милев“ – основано през 1876 г. като килийно училище от Марин Ст. Йовчев и поп Георги в къщата на Цветил Боев.

## Редовни събития
- 24 май – събор.
- Последната събота или неделя от март – празник на фъстъка.

## Личности
- Вацлав Стрибърни (1853 – 1933) – известен ботаник с чешки произход, работил в Земеделското училище на Садово по покана на българското правителство (през 1883). Има съществен принос в изучаването на българската флора и много ендемични видове са наречени на негово име. Той е и човекът, въвел ягодите като земеделска култура в България.
- Константин Малков (1873 – 1908) – агроном, основател на Института по растителни генетични ресурси (през 1902 г. – Земеделска опитна станция) и основоположник на опитното дело в България, на опазването на местните растителни ресурси и на интродукцията на нови култури. Особено ценни са проучванията му върху болестите при растенията. Погребан е в двора на института, на мястото на опитното му поле.
- Румен Воденичаров – български политик.
- Иззети Мехмед ефенди – кадъаскер на Османската империя, висш държавник на империята през втората половина на ХVII в., един от приближените сановници на султан Мехмед IV Авджи-Ловеца (1648 – 1687), роден през 1629 г. в село Чашнигир (град Садово, Пловдивска обл.), каза Филибе (Пловдив), починал на 26 октомври 1681 г. в столицата на Османската империя – Истанбул.[11]